# Arthur Sicard
Pour les articles homonymes, voir Sicard.
Arthur Sicard (1876 - 1946) est un ingénieur québécois. Il est généralement considéré comme l'inventeur de la souffleuse à neige, au début du XXe siècle. Il est contemporain à Joseph-Armand Bombardier l'inventeur de la motoneige.

## Biographie

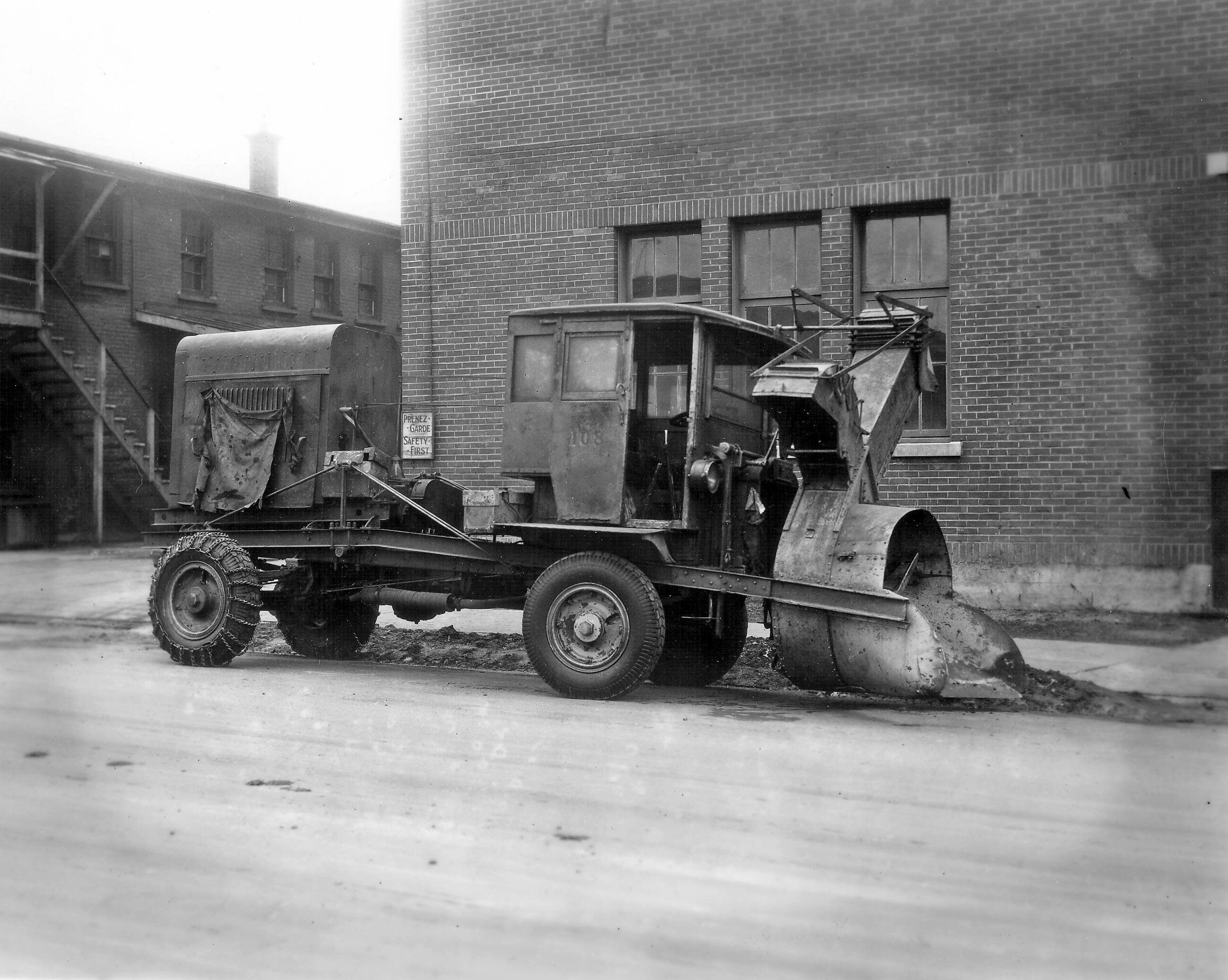
Souffleuse à neige Sicard, Montréal, 1930

Au début du XXe siècle, Sicard travaille comme fermier à Saint-Léonard,. Il travaille avec son père et effectue les livraisons. Durant l'hiver, les conditions météorologiques sur les routes rendent son occupation difficile.
En voyant les lames rotatives de la moissonneuse de son voisin, Sicard a l'idée d'appliquer le même principe pour retirer la neige. Il développe son invention en 1925 et, en 1927, il vend sa première souffleuse à Outremont en tant que Sicard snow plow and snowblower. Il fonde Sicard Industries à Sainte-Thérèse au Québec, qui est ensuite achetée par SMI-Snowblast Inc. venant de Watertown. Il existe toujours une filiale de cette compagnie, le Groupe Sicard SSI, à Knowlton (Québec). La première souffleuse à neige, provenant du Québec, se trouve maintenant dans un entrepôt du Musée des sciences et de la technologie du Canada.